# لارس جوهانس إيغينز
لارس جوهانس إيغينز هو قاضي وسياسي نرويجي، ولد في 9 أكتوبر 1775 في Hof, Åsnes ‏ في النرويج، وتوفي في 22 أبريل 1830. انتخب member of the Norwegian Constitutional Assembly ‏ عن دائرة Nordre Bergenhus amt ‏ (10 أبريل 1814 – 20 مايو 1814).